# Gravitationsmodellen
Gravitationsmodellen är en ekonomisk modell för handelsflöden. Den bygger på det inte helt oväntade antagandet att stora ekonomier som ligger nära varandra resulterar i stora handelsflöden - och att små ekonomier långt ifrån varandra resulterar i motsatsen. Namnet kommer från fysiken där gravitationen beräknas utifrån faktorerna massa och avstånd. Inom den ekonomiska modellen används vanligtvis begreppet BNP istället för massa.
Gravitationsmodellen ger ofta en mycket god indikation på hur stort handelsflöde man kan vänta sig mellan två olika länder. Den ojämna fördelningen av råvaror i världen är dock en faktor som kan leda till avsteg från modellen. Som ett exempel kan nämnas handeln mellan Mellanöstern och Japan som är avsevärt större än vad man kan anta utifrån modellen. Förklaringen till detta avsteg är Japans behov av oljeimport och det faktum att passande oljefyndigheter inte finns på kortare avstånd. Ytterligare en faktor som kan leda till andra resultat än vad modellen förutspår är kulturella/historiska kopplingar mellan länder. Att exempelvis Frankrike är en klart viktigare handelspartner för Mauritius än vad modellen förutspår, förklaras rimligtvis av historiska koloniala kopplingar.